# Siphoneugena
Siphoneugena là một chi thực vật trong họ Myrtaceae, được mô tả lần đầu tiên như một chi vào năm 1856. Nó có xuất xứ từ Trung và Nam Mỹ cũng như từ vùng Tây Ấn.

## Các loài
1. Siphoneugena crassifolia - Minas Gerais, Paraná
2. Siphoneugena delicata - Espírito Santo
3. Siphoneugena densiflora O.Berg - Brazil
4. Siphoneugena dussii - Costa Rica, Panama, Puerto Rico, Lesser Antilles, Venezuela, Suriname, Guyana, Ecuador, Peru, Brazil
5. Siphoneugena glabrata - Bolivia
6. Siphoneugena guilfoyleiana - São Paulo
7. Siphoneugena kiaerskoviana - SE Brazil
8. Siphoneugena kuhlmannii - E Brazil
9. Siphoneugena minima - La Paz
10. Siphoneugena occidentalis - WC Brazil, S Bolivia, Paraguay, Salta
11. Siphoneugena reitzii - S + SE Brazil
12. Siphoneugena carolynae - Rio de Janeiro